# Sainte-Justine (Quebec)
Sainte-Justine es un municipio canadiense situado en la provincia de Quebec.

## Superficie
Sainte-Justine tiene una superficie de 126,28 km².

## Demografía
En 2021, tenía 1828 habitantes, una densidad poblacional de 14,5 hab./km², y 844 viviendas.